# Lancing Glacier
Lancing Glacier är en glaciär i Sydgeorgien och Sydsandwichöarna (Storbritannien). Den ligger i den nordvästra delen av Sydgeorgien och Sydsandwichöarna. Lancing Glacier ligger 66 meter över havet.
Terrängen runt Lancing Glacier är varierad. Havet är nära Lancing Glacier åt sydväst.  Trakten runt Lancing Glacier är nära nog obefolkad, med mindre än två invånare per kvadratkilometer. Det finns inga samhällen i närheten. Trakten runt Lancing Glacier består i huvudsak av gräsmarker.